# Gouapégué
Gouapégué est un village situé dans le département de Toussiana de la province du Houet dans la région des Hauts-Bassins au Burkina Faso.

## Santé et éducation
Le centre de soins le plus proche de Gouapégué est le centre de santé et de promotion sociale (CSPS) de Toussiana.